# Aniela Tripplin
Aniela Tripplin (ur. 23 października 1839, zm. 22 marca 1908) – polska literatka, autorka powieści, sztuk teatralnych, poetka, dziennikarka.

## Życiorys
Urodziła się w rodzinie Ludwika Tausiliona i jego żony Cezarii z domu Kondrackiej. W 1881 zamieściła w Kłosach wspomnienie o swoim stryju Teodorze (Ostatnie lata śp. T. Tripplina, „Kłosy” 1881, nr 816).
W 1885 wystawiona była jej komedia Hrabia rejent, sztuka w jednym akcie. W 1888 wystawiono na scenie warszawskiego Teatru Letniego trzyaktową sztukę Stryj i synowiec.
Pierwszą powieścią z 1889 był Syn księżniczki. W tym samym roku wydała nowelę Szaleniec. Swoje wrażenia z podróży zamieszczała w m. in w Tygodniku Illustrowanym, Kłosach, Wieczorach rodzinnych. Współpracowała z czasopismami Bluszcz, Echo. Była przyjaciółką Marii Konopnickiej i towarzyszyła jej w pierwszej podróży zagranicznej do Austrii i Włoch.
Zmarła 22 marca 1908 i pochowana jest na cmentarzu powązkowskim w Warszawie.